# Oxycera nana
Oxycera nana är en tvåvingeart som beskrevs av Friedrich Hermann Loew 1873. Oxycera nana ingår i släktet Oxycera och familjen vapenflugor. Inga underarter finns listade i Catalogue of Life.